# Yasjön (Rolfstorps socken, Halland)
Yasjön är en sjö i Varbergs kommun i Halland och ingår i Himleåns huvudavrinningsområde. Sjön är 12,2 meter djup, har en yta på 0,302 kvadratkilometer och befinner sig 87,2 meter över havet. Vid provfiske har abborre, gädda, mört och sutare fångats i sjön.

## Delavrinningsområde
Yasjön ingår i det delavrinningsområde (634036-130033) som SMHI kallar för Mynnar i Himleån. Medelhöjden är 101 meter över havet och ytan är 20,03 kvadratkilometer. Det finns inga avrinningsområden uppströms utan avrinningsområdet är högsta punkten. Stenån som avvattnar avrinningsområdet har biflödesordning 2, vilket innebär att vattnet flödar genom totalt 2 vattendrag innan det når havet efter 20 kilometer. Avrinningsområdet består mestadels av skog (78 %) och jordbruk (13 %). Avrinningsområdet har 0,73 kvadratkilometer vattenytor vilket ger det en sjöprocent på 3,6 %.